# Liberální strana (Srbsko)
Liberální strana (v srbské cyrilici Либерална странка) představovala jednu ze tří politických stran, které značně ovlivnily směřování Srbska v druhé polovině 19. století.

## Historie
Oficiálně byla strana založena roku 1881. Její zakladatelé však již byli politickými matadory a objevovali se v různých funkcích již ve 40. letech. Během ustavobranitelského režimu byli liberálové součástí opozice, mezi jejich předáky se řadila jména, jako např. Vladimir Jovanović, Jevrem Grujić, Milovan Janković, Stojan Bošković, Alimpije Vasijević, nebo Jovan Ilić. Stáli za vznikem skupiny Družina mladeži srpske, která byla založena roku 1847, ale její činnost byla nuceně ukončena o několik let později, v roce 1851.
Liberálové byli rusofilně zaměření a podporovali dynastii Obrenovićů. Udržovali také úzké vztahy s církví. Přestože se hlásili k pojmu „liberální“ prosazovali silně národní zájmy; podporovali ústavu z roku 1869 (Namesnički ustav), která příliš neomezovala možnosti panovníka vládnou sinou rukou. Z hlediska národní politiky zůstali věrní cíli sjednocení všech Srbů do jednoho státu. Liberálové byli politickým proudem, který se nacházel mezi konzervativci a pozdějšími radikály.
Když po smrti knížete Michala a následně také i o řadu let později po abdikaci krále Milana zůstal trůn prázdný a nástupce ještě nebyl plnoletý, vládla regentská rada vždy v čele s předsedou Liberání strany a jejím prominentním představitelem – Jovanem Ristićem.
Po nástupu Petra I. Karađorđeviće na srbský trůn došlo ve straně k rozštěpu; vznikly dvě strany – první národní a druhá liberálně-demokratická. Obě se pak sloučily v roce 1904 již jako Národní strana.